# 特克斯·吉本斯
约翰·哈斯克尔·“特克斯”·吉本斯（英語：John Haskell "Tex" Gibbons，1907年10月7日—1984年5月30日），美国篮球运动员，场上位置是后卫，曾代表美国参加1936年夏季奥运会男子篮球比赛，并获得金牌。